# Rue Vernier
Pour les articles homonymes, voir Vernier.
La rue Vernier est une voie du 17e arrondissement de Paris, en France.

## Situation et accès
La rue Vernier est une voie publique située dans le 17e arrondissement de Paris. Elle débute au 50, rue Bayen et se termine au 89, rue Laugier.

## Origine du nom
Cette voie doit son nom à Pierre Vernier (1580-1638), géomètre franc-comtois, inventeur de l'instrument qui porte son nom. La rue fait partie du quartier où ont été groupés des noms de savants.

## Historique
Initialement dénommée « rue du Midi », cette ancienne voie de la commune de Neuilly a pris le nom de « rue Saint-Charles » avant d'être classée dans la voirie parisienne par un décret du 23 mai 1863 et de prendre sa dénomination actuelle par un décret du 24 août 1864.

## Bâtiments remarquables et lieux de mémoire
- Le consulat général de République dominicaine à Paris y était situé.
- C'est au 17, rue Vernier qu'a débuté en 1999 la Fête des voisins[1],[2].